# AN/MPS-16

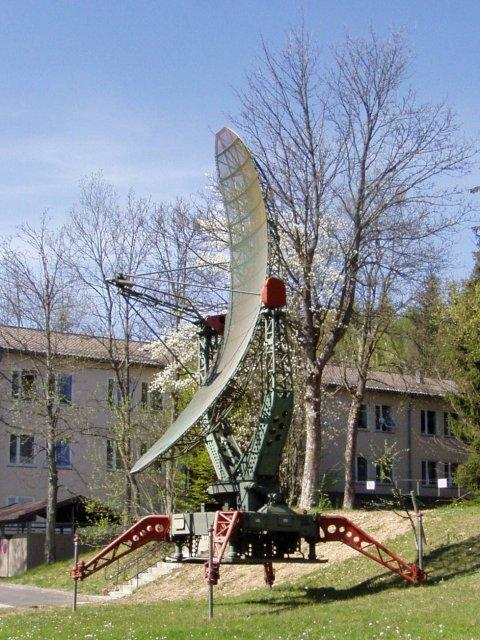
Antenne des AN/MPS-16 als Ausstellungsstück

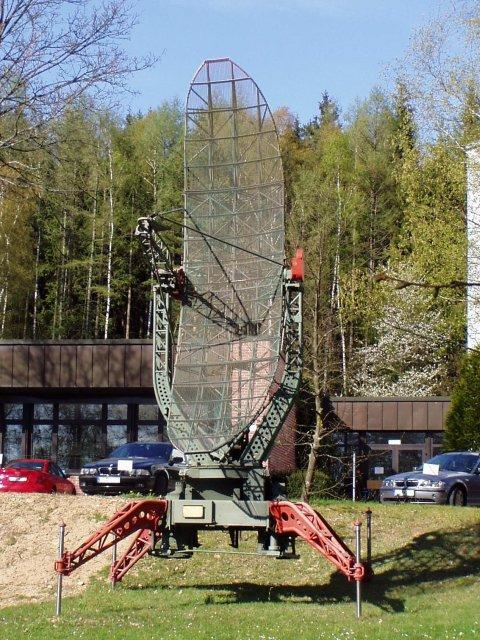
Antenne des AN/MPS-16 als Ausstellungsstück

Das Radargerät AN/MPS-16 war ein transportables Luftverteidigungsradar des amerikanischen Herstellers Avco mit sehr hoher Sendeleistung und Reichweite. Es war als Höhenfinder spezialisiert auf die Bestimmung des Höhenwinkels anfliegender Flugzeuge und wurde im Seitenwinkel durch die Sichtgeräte-Einheit OA-175/FPS-3 oder AN/UPA-35 gesteuert, an die es Höhenwinkelangaben lieferte. Die Sendeleistung wurde durch ein Magnetron vom Typ QK 632 erzeugt.

## Technische Daten
Das Hohlleitersystem arbeitete mit atmosphärischem Überdruck, der durch einen Kompressor mit Dehydrator erzeugt wurde. Der Empfänger arbeitete mit einer Zwischenfrequenz von 30 MHz und hatte eine Rauschzahl von 10 dB, bei einer Bandbreite von 500 kHz.
Das Antennendiagramm wurde durch den etwa 6,6 × 1,75 m großen Ausschnitt aus einem Paraboloid, als Fächer-Diagramm mit im Höhenwinkel sehr schmaler Halbwertsbreite, ausgebildet. Die Antenne hatte einen Antennengewinn von 43 dB und konnte sowohl kontinuierlich drehend im Rundsichtbetrieb als auch im Höhenwinkel nickend (dann im Seitenwinkel fixiert) arbeiten. Die Nebenkeulendämpfung der Antenne betrug 26 dB. Die Stromversorgung konnte autark mit einem 400 Hz/20 kW Dieselgenerator oder aus dem Netz über einen 25 kW 50 Hz/400 Hz Umformer erfolgen. Das gesamte Radargerät war mit vier M-35 Trucks verlegbar.
Es wurden insgesamt drei Modifikationen hergestellt:
- AN/MPS-16   (Seriennummern 1 bis 20)
- AN/MPS-16A  (Seriennummern 21 bis 43 und 55 bis 75)
- AN/MPS-16B  (Seriennummern 44 bis 54)

| Technische Daten AN/MPS-16 | Technische Daten AN/MPS-16 |
| -------------------------- | -------------------------- |
| Frequenzbereich            | 5,2 … 5,3 GHz              |
| Pulswiederholzeit          |                            |
| Pulswiederholfrequenz      | 300 bis 364 Hz             |
| Sendezeit (PW)             | 2,5 μs                     |
| Empfangszeit               |                            |
| Totzeit                    |                            |
| Pulsleistung               | 1 MW                       |
| Durchschnittsleistung      | 900 W                      |
| angezeigte Entfernung      | 200 nmi (370 km)           |
| Entfernungsauflösung       |                            |
| Öffnungswinkel             | β:2,4° ε:0,6°              |
| Trefferzahl                |                            |
| Antennenumlaufzeit         |                            |

## Erhaltene Geräte
In der Bayerwald-Kaserne in Regen wird eine Antenne des AN/MPS-16 als Traditionsgerät gepflegt und ausgestellt.